# Bahnhof Zürich Affoltern
Der Bahnhof Zürich Affoltern ist einer der 13 SBB-Bahnhöfe auf dem Gebiet der Stadt Zürich und liegt im gleichnamigen Quartier Affoltern. Der Bahnhof wurde im Rahmen des Ausbaus der Furttallinie auf Doppelspur durch eine ungefähr 230 m östlicher liegende Haltestelle ersetzt. Sie besitzt zwei Aussenbahnsteige an der im Juni 1997 eröffneten Doppelspur. Beim Eisenbahnunfall von Zürich-Affoltern vom 8. März 1994 entgleisten Kesselwagen eines Güterzuges, der Benzin transportierte, was einen Grossbrand auslöste.
Das Bahnhofsgebäude von 1877 wurde 1986 ins kommunale Inventar der schützenswerten Bauten aufgenommen.

## Geschichte

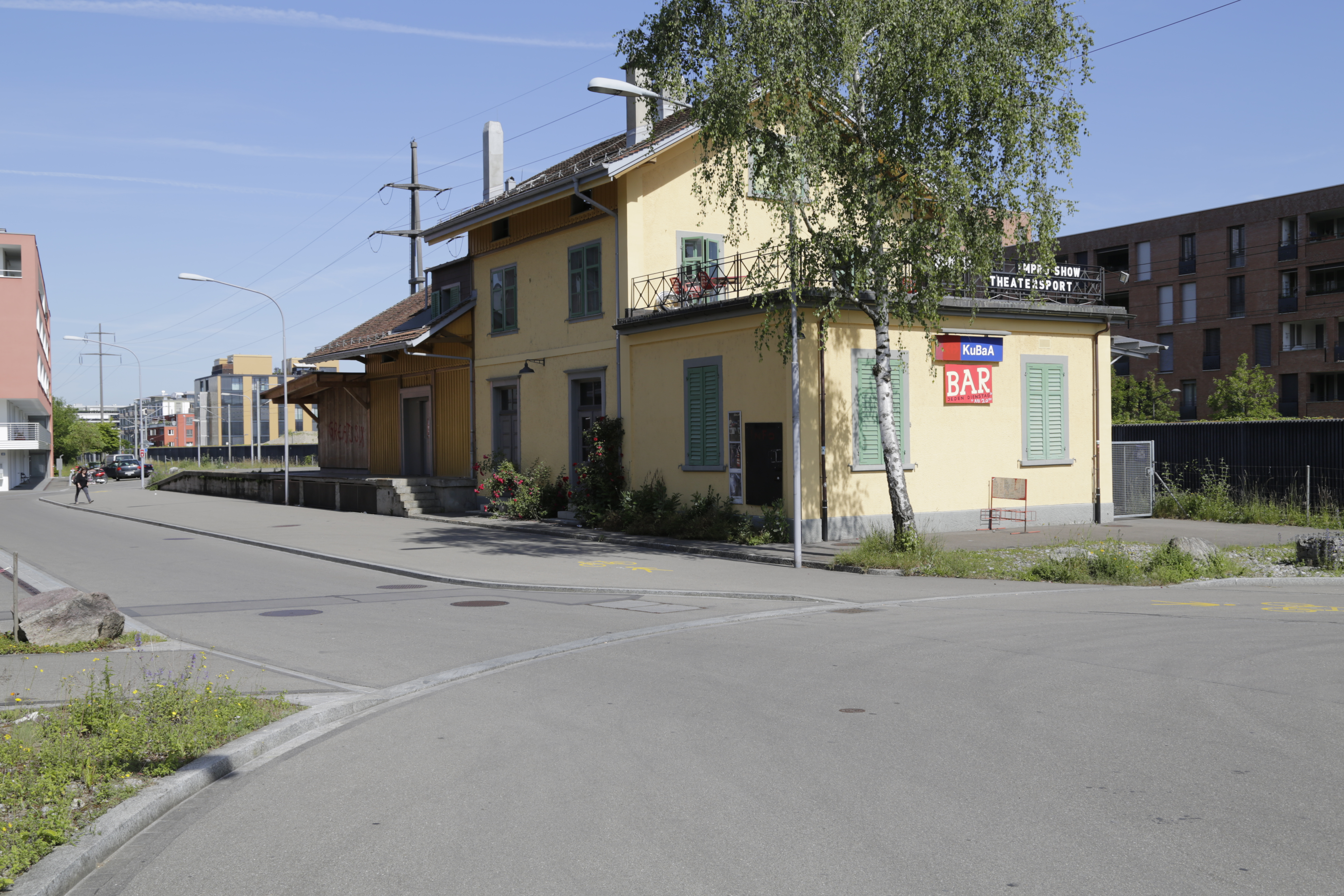
Das alte Bahnhofsgebäude von 1877 (2014)

### Bau
Der Bahnhof der bis 1934 unabhängigen Gemeinde Affoltern bei Zürich wurde von der Schweizerischen Nationalbahn (SNB) errichtet und wurde 1877 zusammen mit der Nationalbahnstrecke Winterthur–Effretikon–Kloten–Wettingen eröffnet. Mit dem Konkurs der Nationalbahn ging die Strecke an die Nordostbahn (NOB) über, die wiederum 1902 in den Schweizerischen Bundesbahnen aufging.

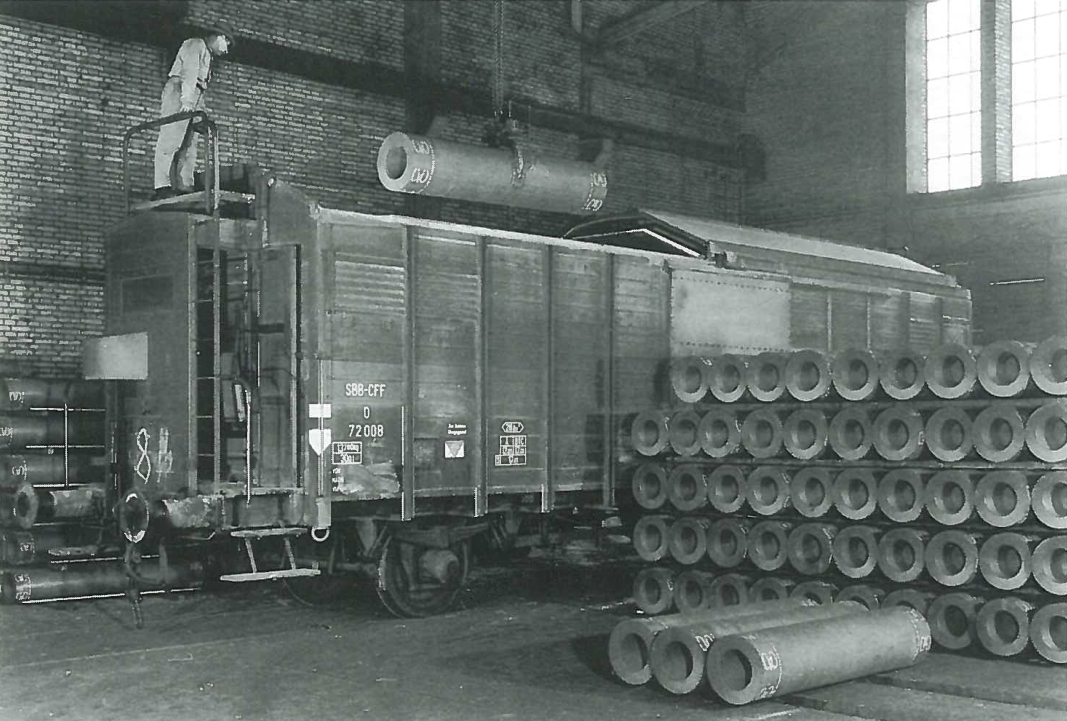
Verlad von Röhrenelektroden im CeCe-Graphitwerk im Jahre 1961

Bahnhofsgebäude im Jahr 1963

#### Bahnhofsgebäude von 1877
Das Bahnhofsgebäude wurde nach den Plänen von Conrad Bär (1843–1890) erbaut. Es wurde 1909, 1921 und 1942 baulich verändert.
Es gehört heute der Stadt Zürich und ist seit 1986 ins kommunale Inventar der schützenswerten Bauten aufgenommen.

### Güterverkehr
In den 1890er-Jahren siedelte sich Industrie in Affoltern an, sodass der Bahnhof Anschlussgleise erhielt. Die wichtigsten Kunden waren die CeCe-Graphitwerke und das Tanklager von Shell. Die CeCe-Werke hatten einen eigenen Rangiertraktor der bis 1992 im Einsatz stand.
In den 1950er-Jahren wurden die Anschlussgleise weiter ausgebaut, in den 1970er-Jahren kamen noch Anschlussgleise für einen nördlich der Bahngleise gelegenen Betrieb hinzu. Ende der 1980er-Jahre nahm der Güterverkehr ab und 1995 wurde er gänzlich eingestellt.

### Eisenbahnunfall mit Tankwagen
Am 8. März 1994 entgleisten mehrere Tankwagen eines Benzinzugs in der westlichen Bahnhofseinfahrt. Die Wagen gerieten in Brand und explodierten teilweise. Mehrere angrenzende Häuser brannten vollständig aus. Ausgelaufenes Benzin floss in die Kanalisation und explodierte dort, was Schäden weit vom Unfallort entfernt verursachte. Ausserdem wurde die 132 kV-Übertragungsleitung Seebach–Brugg zerstört.
Nach dem Unfall blieb die Strecke bis 17. März gesperrt. Während dieser Zeit wurde das Erdreich sechs Meter tief ausgebaggert und die benzingetränkte Erde entsorgt. Danach wurde der Bahnhof wegen des bevorstehenden Doppelspurausbaus nur provisorisch wieder hergerichtet.

### Doppelspurausbau

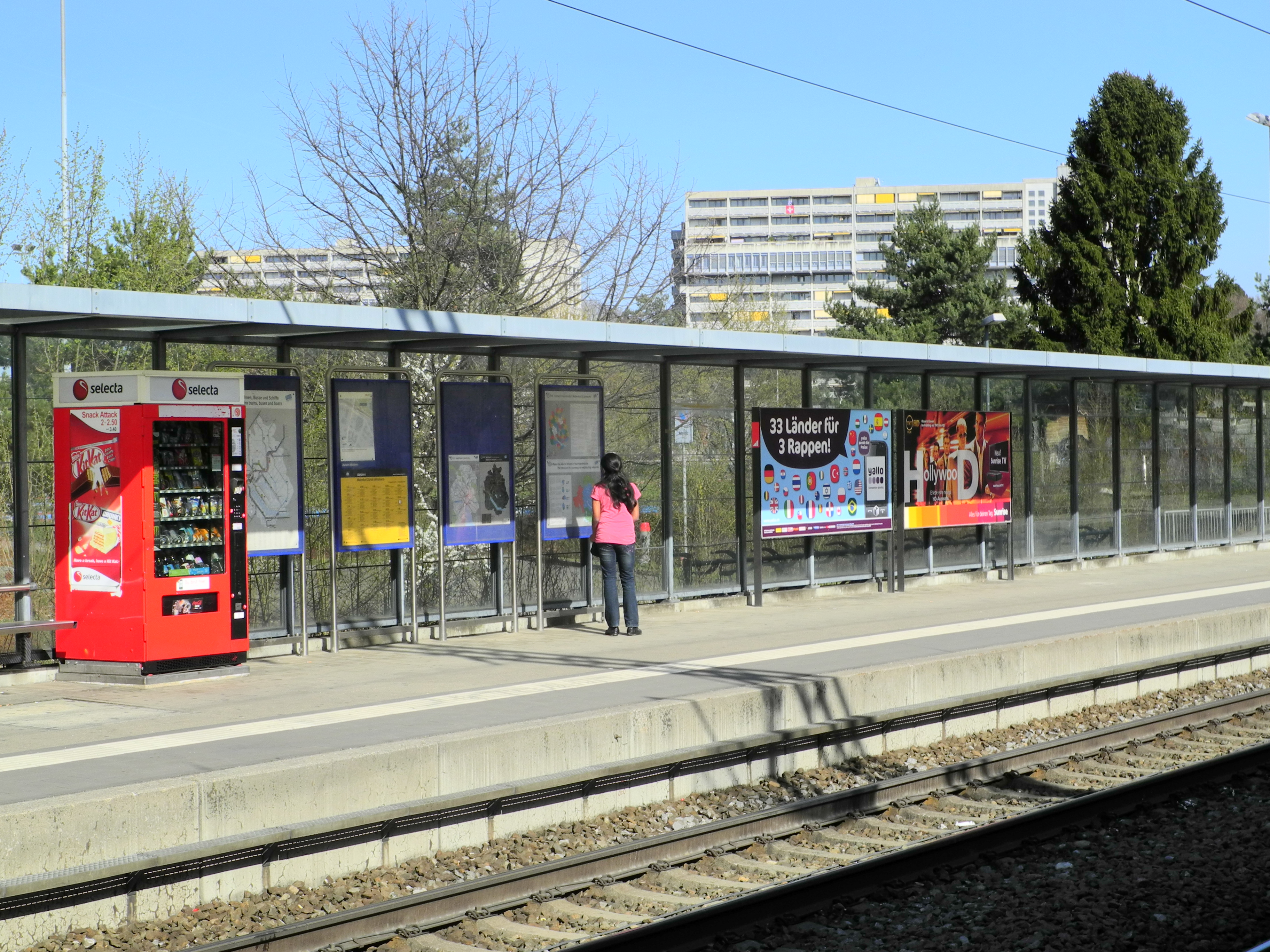
Perron um 16:11 (2012)

Mit dem Ausbau der Bahnstrecke auf Doppelspur wurde der Bahnhof zur Haltestelle, indem alle Weichen entfernt wurden. Die Haltestelle befindet sich in verschobener Lage östlich des Bahnübergangs der Zehntenhausstrasse. Der nördliche Aussenperron wurde im Februar 1997 in Betrieb genommen, der südliche folgte im Mai desselben Jahres. Der Billett-Verkauf am Schalter wurde bereits im Dezember 1996 eingestellt. Das alte Empfangsgebäude aus der Nordostbahn-Zeit wird als Kulturlokal genutzt.

## Betrieb
Der Bahnhof wird von der Linie S 6  der Zürcher S-Bahn bedient, die auf der Route Baden–Zürich Hauptbahnhof–Uetikon verkehrt. Zudem hält die zur Hauptverkehrszeit verkehrende S 21  jeweils in Lastrichtung in Affoltern, morgens in Richtung Zürich HB, abends in Richtung Regensdorf-Watt. Im Nachtnetz am Wochenende wird der Bahnhof von der SN6  bedient. Der Bahnhof wird an Werktagen von knapp 7000 Fahrgästen benutzt. Güterzüge aus der Ost- und der Nordschweiz fahren durch den Bahnhof in Richtung Rangierbahnhof Limmattal.